# 제1차 마쓰카타 내각
제1차 마쓰카타 내각(일본어: 第1次松方内閣)은 대장대신 마쓰카타 마사요시가 제4대 내각총리대신으로 임명되어, 1891년 5월 6일부터 1892년 8월 8일까지 존재한 일본의 내각이다.

## 재직 기간
- 1891년(메이지 24년) 5월 6일 ~ 1892년(메이지 25년) 8월 8일
- 재직 일수 : 461일

## 인사

### 국무대신
| 출신번벌 : 사쓰마번 조슈번 도사번 비젠 번 기타 번 막신 |

| 직책         | 대수 | 성명                | 성명 | 출신                    | 취임일          | 퇴임일          | 비고            |
| ------------ | ---- | ------------------- | ---- | ----------------------- | --------------- | --------------- | --------------- |
| 내각총리대신 | 4    | 마쓰카타 마사요시   |      | 사쓰마번 백작           | 1891년 5월 6일  | 1892년 8월 8일  |                 |
| 외무대신     | 5    | 아오키 슈조         |      | 조슈번 자작             | 1891년 5월 6일  | 1891년 5월 29일 |                 |
| 외무대신     | 6    | 에노모토 다케아키   |      | 막신 자작 해군중장      | 1891년 5월 29일 | 1892년 8월 8일  |                 |
| 내무대신     | 5    | 사이고 주도         |      | 사쓰마 번 백작 육군중장 | 1891년 5월 6일  | 1891년 6월 1일  |                 |
| 내무대신     | 6    | 시나가와 야지로     |      | 조슈 번 자작            | 1891년 6월 1일  | 1892년 3월 11일 |                 |
| 내무대신     | 7    | 소에지마 다네오미   |      | 비젠 번 백작            | 1892년 3월 11일 | 1892년 6월 8일  |                 |
| 내무대신     | 8    | 마쓰카타 마사요시   |      | 사쓰마 번 백작          | 1892년 6월 8일  | 1892년 7월 14일 | 겸임            |
| 내무대신     | 9    | 고노 도가마         |      | 도사번                  | 1892년 7월 14일 | 1892년 8월 8일  | 겸임            |
| 대장대신     | 4    | 마쓰카타 마사요시   |      | 사쓰마 번 백작          | 1891년 5월 6일  | 1892년 8월 8일  | 겸임            |
| 육군대신     | 4    | 오야마 이와오       |      | 사쓰마 번 백작 육군중장 | 1891년 5월 6일  | 1891년 5월 17일 |                 |
| 육군대신     | 5    | 다카시마 도모노스케 |      | 사쓰마 번 자작          | 1891년 5월 17일 | 1892년 8월 8일  |                 |
| 해군대신     | 5    | 가바야마 스케노리   |      | 사쓰마 번 자작 해군중장 | 1891년 5월 6일  | 1892년 8월 8일  |                 |
| 사법대신     | 4    | 야마다 아키요시     |      | 조슈 번 백작 육군중장   | 1891년 5월 6일  | 1891년 6월 1일  |                 |
| 사법대신     | 5    | 다나카 후지마로     |      | 오와리번 자작           | 1891년 6월 1일  | 1892년 6월 23일 |                 |
| 사법대신     | 6    | 고노 도가마         |      | 도사 번                 | 1892년 6월 23일 | 1892년 8월 8일  |                 |
| 문부대신     | 6    | 요시카와 아키마사   |      | 도쿠시마번              | 1891년 5월 6일  | 1892년 6월 1일  |                 |
| 문부대신     | 7    | 오키 다카토         |      | 비젠 번 백작            | 1892년 6월 1일  | 1892년 8월 8일  |                 |
| 농상무대신   | 6    | 무쓰 무네미쓰       |      | 기슈번                  | 1891년 5월 6일  | 1892년 3월 14일 | 중의원의원 겸임 |
| 농상무대신   | 7    | 고노 도가마         |      | 도사 번                 | 1892년 3월 14일 | 1892년 7월 14일 |                 |
| 농상무대신   | 8    | 사노 쓰네타미       |      | 비젠 번 자작            | 1892년 7월 14일 | 1892년 8월 8일  |                 |
| 체신대신     | 5    | 고토 쇼지로         |      | 도사 번 백작            | 1891년 5월 6일  | 1892년 8월 8일  |                 |
| 반열         | -    | 오키 다카토         |      | 비젠 번 백작            | 1891년 5월 6일  | 1891년 6월 1일  |                 |

### 기타
| 출신번벌 : 공가 조슈번 기타 번 막신 |

| 직책         | 대수 | 성명              | 성명 | 출신        | 취임일          | 퇴임일          | 비고 |
| ------------ | ---- | ----------------- | ---- | ----------- | --------------- | --------------- | ---- |
| 내각서기관장 | 3    | 스후 고헤이       |      | 조슈번 남작 | 1891년 5월 6일  | 1891년 6월 10일 |      |
| 내각서기관장 | 4    | 히라야마 나리노부 |      | 막신        | 1891년 6월 10일 | 1892년 8월 8일  |      |
| 법제국장관   | 2    | 이노우에 고와시   |      | 히고 번     | 1891년 5월 6일  | 1891년 6월 16일 |      |
| 법제국장관   | 3    | 오자키 사부로     |      | 공가 산조케 | 1891년 6월 16일 | 1892년 8월 8일  |      |